# Alessandro Spatti
Alessandro Spatti (Gavardo, 23 marzo 1995) è un cestista italiano.